# Стоун-Лейк (переписна місцевість, Вісконсин)
Стоун-Лейк (англ. Stone Lake) — переписна місцевість (CDP) в США, в округах Соєр і Вошберн штату Вісконсин. Населення — 186 осіб (2020).

## Географія
Стоун-Лейк розташований за координатами 45°50′20″ пн. ш. 91°33′8″ зх. д. / 45.83889° пн. ш. 91.55222° зх. д. (45.838934, -91.552094).  За даними Бюро перепису населення США в 2010 році переписна місцевість мала площу 4,60 км², з яких 2,44 км² — суходіл та 2,16 км² — водойми.

## Демографія
Згідно з переписом 2010 року, у переписній місцевості мешкало 178 осіб у 87 домогосподарствах у складі 53 родин. Густота населення становила 39 осіб/км².  Було 184 помешкання (40/км²).
Расовий склад населення:
| - 94,9 % — білих - 3,9 % — корінних американців |

До двох чи більше рас належало 1,1 %. Частка іспаномовних становила 0,0 % від усіх жителів.
За віковим діапазоном населення розподілялося таким чином: 16,9 % — особи молодші 18 років, 57,3 % — особи у віці 18—64 років, 25,8 % — особи у віці 65 років та старші. Медіана віку мешканця становила 50,0 року. На 100 осіб жіночої статі у переписній місцевості припадало 104,6 чоловіків;  на 100 жінок у віці від 18 років та старших — 114,5 чоловіків також старших 18 років.
Середній дохід на одне домашнє господарство  становив 50 551 долар США (медіана — 45 417), а середній дохід на одну сім'ю — 53 497 доларів (медіана — 45 865). За межею бідності перебувало 8,0 % осіб, у тому числі 0,0 % дітей у віці до 18 років та 6,1 % осіб у віці 65 років та старших.
Цивільне працевлаштоване населення становило 77 осіб. Основні галузі зайнятості: роздрібна торгівля — 19,5 %, будівництво — 18,2 %, оптова торгівля — 9,1 %, мистецтво, розваги та відпочинок — 6,5 %.